# The Ukrainians
The Ukrainians sind eine britische Band, die ukrainischen Folk mit Rockmusik vermischen.

## Geschichte
The Ukrainians gingen 1989 aus einer Idee der Band The Wedding Present hervor. Diese spielte für eine Peel Session in der BBC einen ukrainischen Folksong ein. Der Song wurde ein Erfolg, daher wurden weitere Songs aufgenommen und 1990 als EP mit dem Titel Oi Divchino (Mein süßes Mädchen) veröffentlicht. Eine weitere derartige Session folgte sowie ein Album unter dem Titel Ukraynski Vystupy v Johna Peela (deutsch etwa: Ukrainische Aufführungen mit John Peel), das etwa 70.000 Mal verkauft wurde. Das Album erreichte Platz 22 der UK Album Charts.
Die Lieder der Peels Sessions bei der BBC wurden von The Wedding Present auf einem Album unter dem Titel The Complete Ukrainian Peel Sessions veröffentlicht.
Peter Solowka, der Gitarrist von The Wedding Present, gründete daraufhin mit Sänger und Violinist Len Liggins und Mandolinespieler Roman Remeynes im Jahr 1991 die Band The Ukrainians. Das Musikvideos zu ihrer ersten Single Oi Divchino entstand dann vollständig im Kiewer Museum für Volksarchitektur und Brauchtum der Ukraine. Die Single wurde vom Magazin New Musical Express zur „Single Of The Week“ gekürt.
Es folgte das erste Album namens The Ukrainians. Dieses wurde hauptsächlich in Europa ein Erfolg, der zu einer großen Tournee führte. Die Sportartikelfirma Nike ließ die Ukrainians einen Werbespot mit Sergej Bubka musikalisch unterlegen.
Anfang 1993 veröffentlichten die Ukrainians die EP Pisni Iz The Smiths mit vier Titeln der The Smiths auf Ukrainisch. Im selben Jahr folgte das zweite Album der Band, Vorony. Dieses wurde in Großbritannien zum „Album Of The Month“ gekürt. Es folgte eine ausgedehnte Tournee mit 110 Auftritten in Europa von Spanien bis in die Ukraine. Von dieser Tournee wurden auf einer auf 1.000 Stück limitierten Vinyl-Platte Mitschnitte veröffentlicht.
Im Oktober 1994 erschien das Album Kultura. Die Ukrainians reduzierten ihre Tourneen aus gesundheitlichen Gründen stark. In Erinnerung an die Reaktorkatastrophe von Tschernobyl veröffentlichte die Band 1996 eine Single (Radioactivity), deren Erlös Opfern des Unfalls zugutekam. 1998 wurde eine EP mit Namen Prince veröffentlicht, auf der Coverversionen des Musikers Prince zu hören sind.
Es folgte eine längere Pause, in der die Musiker getrennte Wege gingen. Erst 2002 meldete sich die Band mit einer EP zurück, die aus Anlass des 50. Jubiläums der britischen Königin und des 25. Geburtstages der Sex Pistols erschien und Anarchy in the UK hieß. Nach dem Album Respublika aus dem Jahr 2003 und einem Live-Album 2004 touren die Ukrainians wieder durch Europa.
Der Song Rospryahaite (deutsch etwa: Lasst die Pferde los, Jungs) der Band wurde am 21. November 2008 auf Wunsch der Astronautin Heidemarie Stefanyshyn-Piper auf der Mission STS-126 als Wake-Up-Call auf der Internationalen Raumstation gespielt.
Das im Jahr 2009 veröffentlichte Album Diaspora behandelt Themen wie Migration und Neubeginn. Im Jahr 2014 kam mit Never Mind The Cossacks, Here's The Ukrainians am Record Store Day ein Album mit Coverversionen der Sex Pistols (in Anlehnung an deren Album Never Mind the Bollocks, Here’s the Sex Pistols) auf den Markt, ebenfalls am Record Store Day im Jahr 2015 veröffentlichten The Ukrainians A Short History of Rock Music In Ukrainian mit Coverversionen von Titeln der Bands Motörhead, Velvet Underground, The Beatles und Nirvana. 2016 folgte ein Doppelalbum zum 25. Bandjubiläum, es trägt den Titel Evolutsiya – 40 best and rarest tracks.
Mit Summer in Lviv (deutsch: Sommer in Lwiw) folgte im Sommer 2018 ein weiteres Album der Band, aufgenommen in den Eiger Studios in Leeds. Zum 30. Jubiläum der Band erscheint das Album 30th Anniversary im Jahr 2020.

## Bandmitglieder
Bandmitglieder sind bzw. waren Len Liggins, Roman Remeynes, Peter Solowka, Stepan Pasicznyk, Steve Tymruk, Paul Weatherhead und James Howe Woody.
Len Liggins brachte in den frühen 1980er Jahren selbstgemachte Tracks auf Kassetten-Compilations heraus und spielte Solo-Gigs in und um West- und South Yorkshire. Nach Veröffentlichungen auf LP-Compilations (No Platform for Heels, Giraffe in Flames, Saw Yourself in Half) brachte er eine 4-Track-7"-EP mit dem Titel A Remedy for Bad Nerves auf seinem eigenen Label Aaz Records heraus. Zwei weitere Solo-EP folgten: A Headful of Ants und Yuri's Hair Salon. Zusammen mit Tony Bonner gründete er 1982 das 8-Spur-Aufnahmestudio "Lion Studios" in Leeds, das eineinhalb Jahre existierte und in dem auch New Model Army spielte. Liggins spielte in der Band The Sinister Cleaners zusammen mit John Parkes, Andrew Middleton und Simon Smith. Sein Interesse an slawischen Sprachen brachte ihn dazu, Russisch und Tschechisch zu lernen. In den späten 1980er Jahren dann spielte er die Geige auf den Alben "Ukrainski Vistupi V Johna Peela" / "Ukrainian John Peel Sessions" / "Live 1989" von The Wedding Present und anschließend ab 1991 bei The Ukrainians zusammen mit Peter Solowka von The Wedding Present. 2004 veröffentlichte er seine besten Solo-Tracks auf einem 20-Track-CD-Album mit dem Titel "Songs about Love, Dreams and Domestic Appliances".
Der 1959 in Oldham geborene Peter Solowka gründete mit seinen Schulfreunden David Gedge, Keith Gregory und Shaun Charman die Band The Wedding Present. Sein Interesse an seiner ethnischen Abstammung brachte ihn 1989 dazu, Titel in ukrainischer Sprache zu veröffentlichen. Er verließ die Band und gründete mit Len Liggins, Roman Remeynes und Stepan Pasicznyk die Ukrainians.
Roman Remeynes, der Mandoline spielte, gehörte zu den Gründungsmitgliedern. Er verstarb am 4. März 2014 nach langer Krankheit.
Stepan Pasicznyk, geboren 1963 in Luton, gehörte zu den Gründungsmitgliedern der Band. Er verließ die Band bald wieder.

## Diskografie
- 1990: Oi Divchino (EP)
- 1990: The Ukrainians (Album)
- 1993: Pisni is The Smiths (EP)
- 1993: Vorony (Album)
- 1994: Kultura (Album)
- 1996: Radioactivity (Single)
- 1996: Prince (EP), 1996
- 2001: Drink to my horse! (Live-Album 1989–1994)
- 2002: Anarchy in the UK (EP)
- 2003: Respublika (Album)
- 2004: Istorija (Best-Of-Album)
- 2007: Live in Czeremcha
- 2009: Hungarian Dance
- 2009: Diaspora
- 2011: 20 years
- 2014: Never Mind The Cossacks Here's The Ukrainians
- 2014: A Short History Of Rock Music In Ukrainian
- 2015: Evolutsiya – 40 best and rarest tracks
- 2016: Shchedryk – (Carol of the Bells) (EP)
- 2018: Summer In Lviv
- 2020: The 30th Anniversary